# Céline Martin
Marie-Céline Martin, née le 28 avril 1869 à Alençon et décédée le 25 février 1959 à Lisieux, en religion sœur Geneviève de la Sainte-Face, est une religieuse carmélite. Elle est une des sœurs de sainte Thérèse de Lisieux.
Après avoir pris soin de son père jusqu'à son décès, elle entre au carmel de Lisieux en 1894, y rejoignant trois autres de ses sœurs. Elle est l'auteur de nombreuses photographies documentant la vie des carmélites de Lisieux. Elle a réalisé plusieurs clichés et illustrations représentant sa sœur Thérèse, largement diffusées sous forme d'images de dévotion et ayant grandement contribué à la popularité de celle-ci.

## Biographie

### Enfance

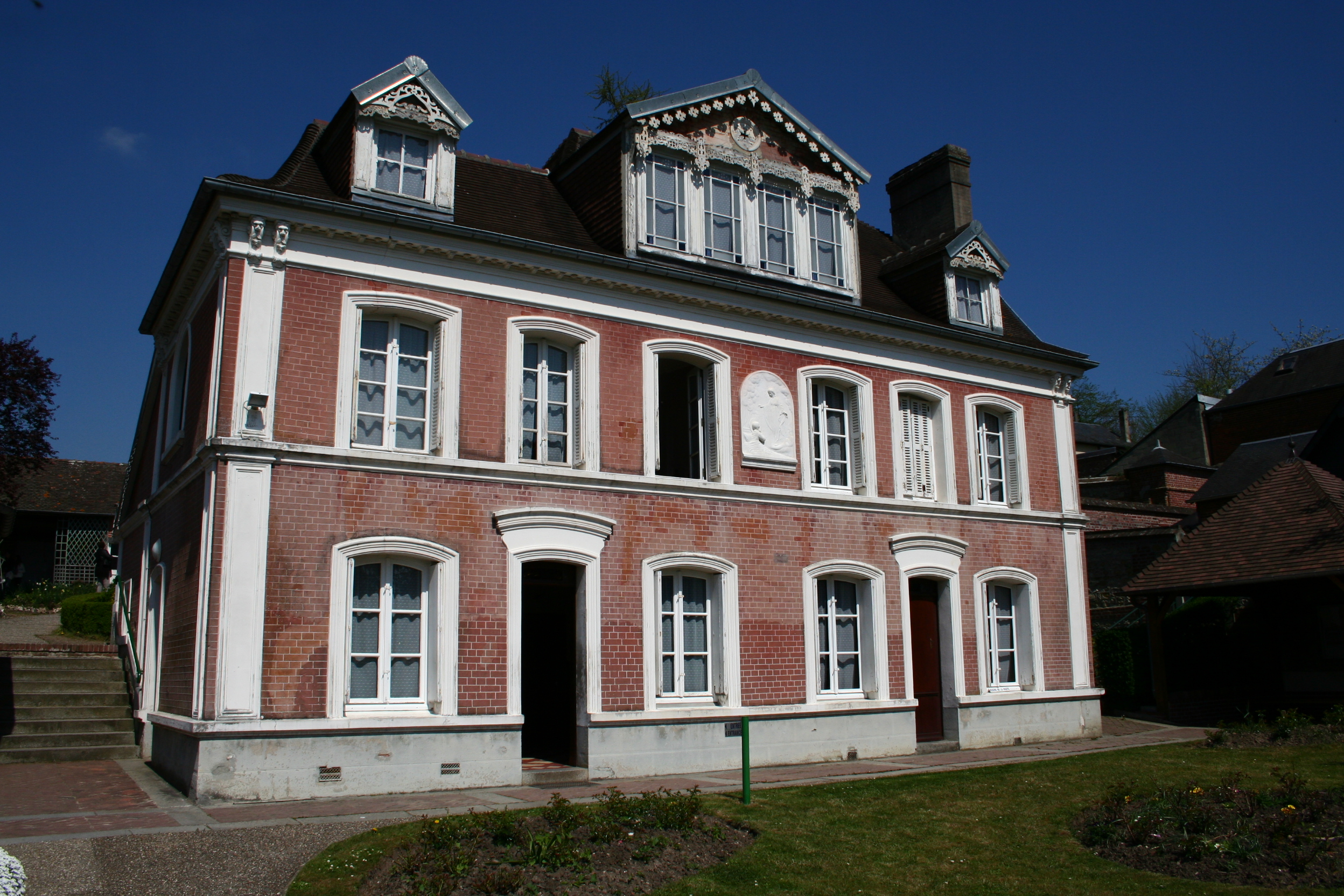
La maison des Buissonnets à Lisieux.

Céline Martin est la septième enfant de Louis et Zélie Martin (et leur quatrième fille, l'avant-dernière, parmi les cinq ayant atteint l'âge adulte). Elle est née le 28 avril 1869 à Alençon en Normandie, où elle passe les premières années de son enfance.
Elle est baptisée le 5 septembre à Alençon quelques semaines avant l'ouverture du Concile Vatican I.
Dans son autobiographie (Histoire d'une âme), Thérèse confie que Céline était sa sœur préférée. Thérèse indique également que Céline était pleine de joie, de gentillesse et de vertus, et que, toutes petites, elles jouaient souvent ensemble.
Après la mort de leur mère, le 28 août 1877, la famille Martin déménage à Lisieux, où elle s'installe dans la villa « Les Buissonnets ». Marie, la fille aînée de la famille Martin, alors âgée de 17 ans prend en charge le foyer familial, avec l'aide d'une domestique. Pauline, s'occupe pour sa part de l'éducation de Céline et de Thérèse, la cadette.
De 1877 à 1885, Céline étudie à l'école de l'abbaye bénédictine de Lisieux. Céline montre très jeune des talents artistiques. À l'école du couvent, elle est la « présidente des Enfants de Marie ». Durant sa scolarité, elle remporte presque chaque année le premier prix. Parmi les sœurs Martin, elle a une relation particulièrement intime avec Thérèse et devient même sa confidente.

### Maîtresse de maison

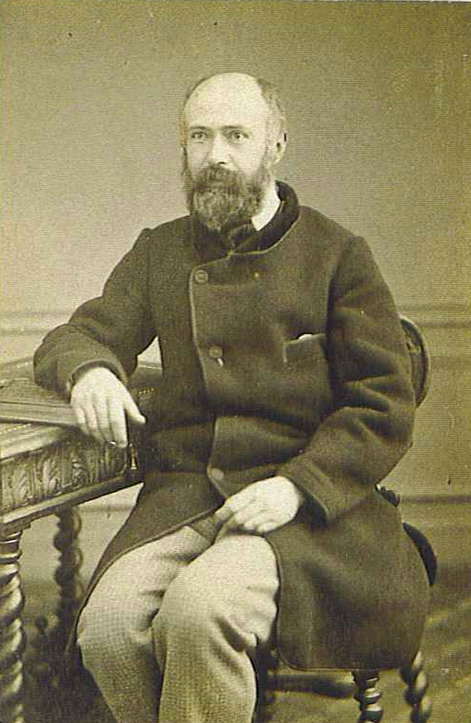
Photo de son père Louis Martin.

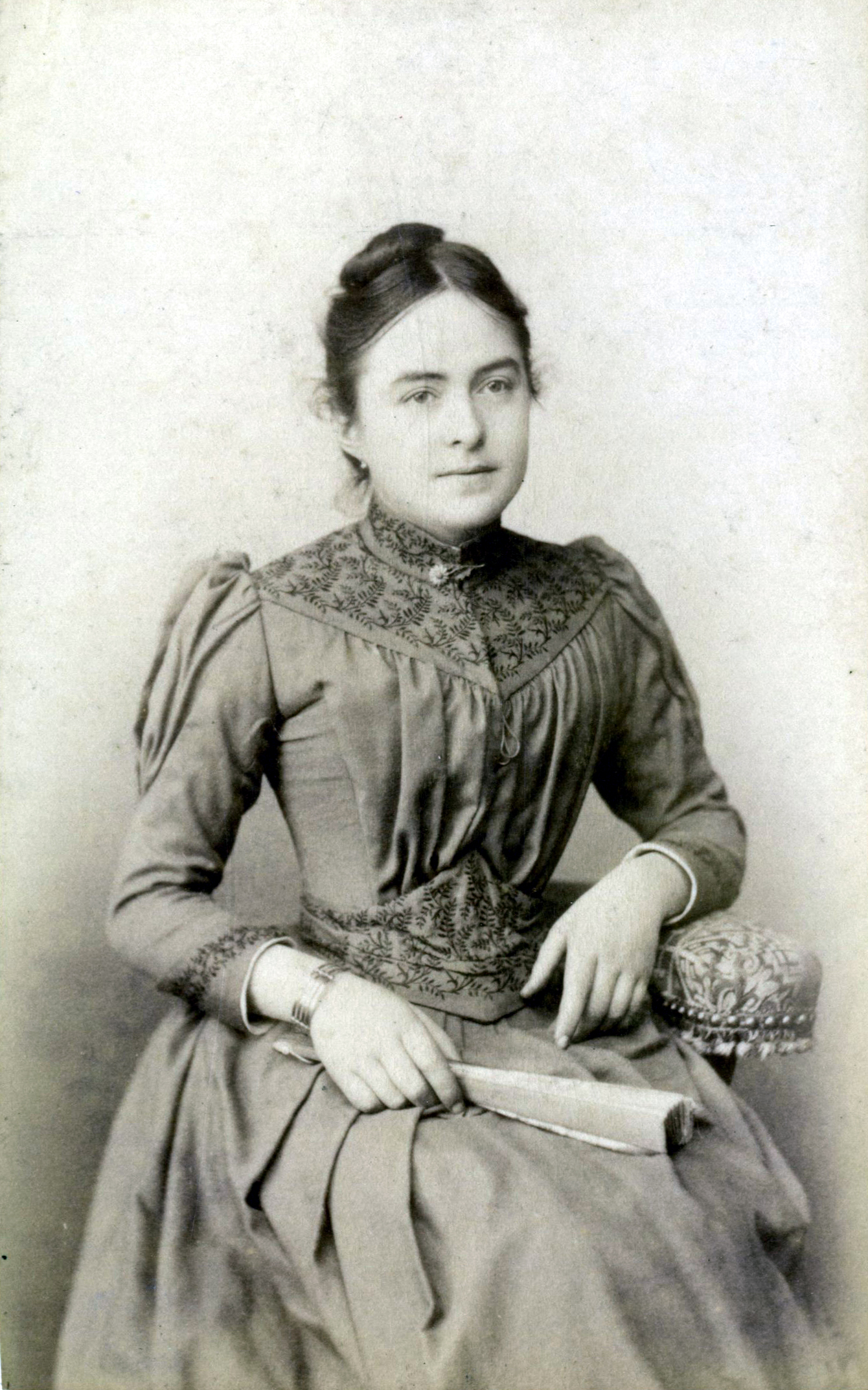
Céline Martin jeune fille.

En août 1886, Marie, l'aînée des filles Martin, entre à son tour au carmel de Lisieux (Pauline y est entrée 4 ans plus tôt). En octobre de la même année, Léonie entre au couvent des clarisses. Il ne reste plus que deux filles autour de Louis Martin : Thérèse et Céline. Cette dernière, âgée de 17 ans, est alors promue maîtresse de maison.
En novembre 1887, Céline participe à un pèlerinage à Rome (pèlerinage diocésain organisé à l'occasion du jubilé du pape Léon XIII). Ce pèlerinage se déroule avec sa sœur Thérèse et son père Louis. À l'aller, ils passent par Paris, puis au retour le trajet en train se fait par la Suisse. En Italie ils visitent Milan, Venise, Bologne puis Rome.
En avril 1888, c'est Thérèse qui entre au Carmel, laissant sa sœur Céline s'occuper seule de leur père devenu âgé. Céline est également demandée en mariage à cette même période, mais elle refuse du fait de son désir d'entrer en religion. Elle en parle à son père le 16 juin, mais reste avec lui pour l'accompagner dans sa vieillesse. Louis Martin décline rapidement, et commence à perdre la raison. Céline reste auprès de lui jusqu'à son décès le 29 juillet 1894,.

### Entrée au couvent
Après le décès de son père, ayant réglé les affaires familiales de succession, Céline entre au carmel de Lisieux le 14 septembre 1894. Elle est âgée de 25 ans. Elle rejoint ses sœurs Pauline, Marie et Thérèse qui y sont entrées avant elle. Alors qu'elle est novice, elle choisit comme nom de religieuse Sœur Marie de la Sainte Face, mais lors de sa prise d'habit le 5 février 1895, elle opte pour Sœur Geneviève de Sainte Thérèse et de la Sainte Face. Le 24 février 1896 elle fait sa profession et prend le nom de Geneviève de la Sainte-Face. Lors de sa formation au Carmel, c'est sa jeune sœur Thérèse qui est la maîtresse des novices, Thérèse assure donc la formation de son aînée : Sœur Geneviève de la Sainte-Face.

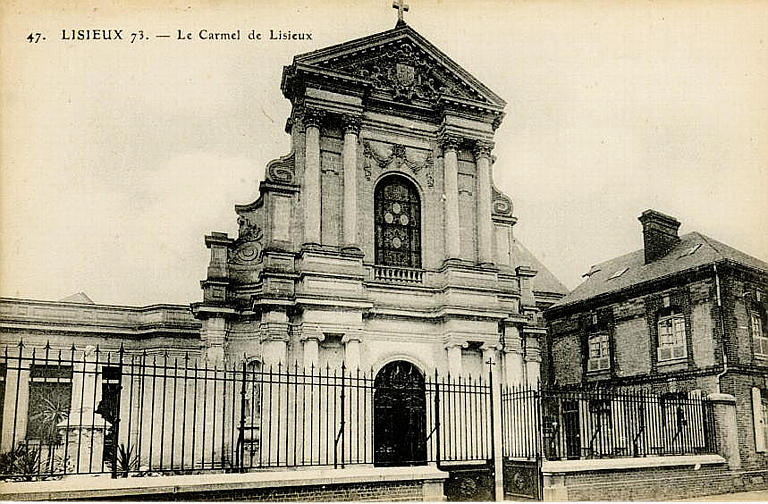
Vue du Carmel de Lisieux en 1900.

Au couvent, Céline réalise quelques clichés et peintures de Thérèse de Lisieux. Céline a également conçu pour Thérèse des images de dévotion. Après le décès de sa sœur cadette, Sœur Geneviève prend une part active à la diffusion du message de Thérèse par l’écrit, la photo et l’image.

En 1952 est publié un ouvrage de souvenir Conseils et Souvenirs de sœur Geneviève. Cet ouvrage a été traduit et réédité plusieurs fois.

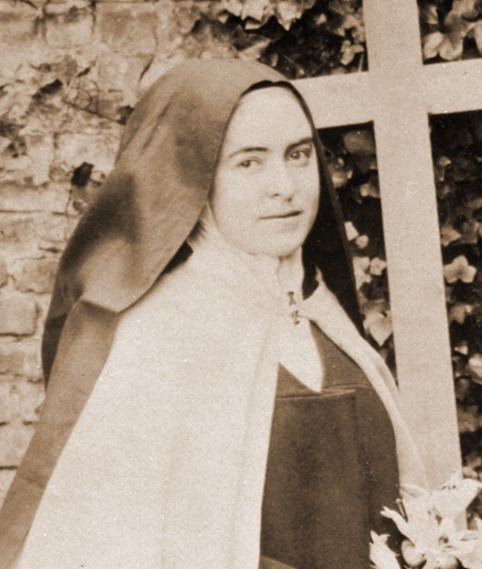
Céline Martin carmélite.

Dans les décennies qui ont suivi la mort de Thérèse, sœur Geneviève, la dernière fille Martin, est restée l'un des témoins les plus importants de la vie de sainte Thérèse et de sa doctrine sur la « petite voie ».
En 1956, Céline, âgée de 85 ans, participe au procès diocésain de béatification de ses parents Louis et Zélie Martin. Le 12 décembre 1958, elle est atteinte d'un fort épuisement, les médecins décèlent plusieurs pathologies (insuffisance du myocarde, arythmie, avec complication de déficience rénale et poussées de congestion aux poumons). Une lente agonie va l'amener à s'éteindre paisiblement le 25 février 1959. Après sa mort, son corps est exposé à la vénération des fidèles jusqu'au 27 février. Ses funérailles sont célébrées le 28 février dans la chapelle du Carmel, en présence de quatre évêques (dont un représentant du Saint-Siège) et de très nombreux prêtres et religieux. Ses restes mortels sont déposés dans le caveau, sous la chapelle, avec ceux de deux de ses sœurs : Mère Agnès de Jésus et Sœur Marie du Sacré-Cœur.

## Source
- (de) Cet article est partiellement ou en totalité issu de l’article de Wikipédia en allemand intitulé « Celine Martin » (voir la liste des auteurs).

## Annexe